# Взрыв кита
Взрыв кита́ — спонтанная либо искусственная детонация туши выбросившегося на берег кита. Документально подтверждённые случаи взрыва животных встречаются довольно редко, к наиболее известным относятся взрывы китов в США и на Тайване, которые широко освещались в мировой прессе. Были и менее известные инциденты в других частях мира.

## Подрыв кита в Орегоне в 1970 году
12 ноября 1970 года 14-метровый восьмитонный кашалот выбросился на берег во Флоренсе, штат Орегон, на центральный пляж. Все пляжи Орегона в настоящее время находятся под юрисдикцией Департамента парков и отдыха штата Орегон, но в 1970 году пляжи Орегона классифицировались как дороги, поэтому ответственность за ликвидацию туши лежала на Департаменте дорог штата Орегон (ныне известном как Департамент транспорта штата Орегон). После консультаций с представителями ВМС США его представители решили, что было бы лучше всего устранить тушу кита тем же способом, каким они обычно удаляют валуны с дорог, то есть взорвать. Сотрудники департамента предполагали, что похороны кита были бы неэффективным решением, так как его могилу быстро бы размыло море, и считали, что динамит сможет разорвать кита на части, достаточно малые для того, чтобы мусорщики смогли затем убрать их. Таким образом, для взрыва туши было применено полтонны динамита. Отвечал за операцию инженер департамента Джордж Торнтон.
Находившийся тогда в этом же районе военный взрывотехник в отставке Уолтер Уменхофер, узнав о планируемой операции, сразу же предупредил Торнтона, что количество динамита, выбранное им, слишком большое, чтобы просто убрать кита с пляжа, но слишком малое, чтобы взорвать восьмитонную тушу. Торнтон, однако, его не послушал, и взрыв был произведён. В результате множество огромных кусков китового трупа разбросало на дома и парковки на значительном расстоянии от пляжа, а один из кусков нанёс значительный ущерб автомобилю (по иронии судьбы принадлежавшему Уменхоферу). При этом  взорвалась лишь небольшая часть туши, остальную же часть остова всё равно в итоге пришлось убирать рабочим Департамента. Взрыв был снят на плёнку оператором Дугом Брэзилом для репортажа журналиста Пола Линнмана, который первым осветил это событие в СМИ.
После инцидента политика Департамента в отношении подобных случаев изменилась: отныне выбросившихся китов или сжигают и хоронят, или просто хоронят, а если песок недостаточно глубок — то отвозят на другой пляж.
Долгое время рассказ о взрыве кита воспринимался в Орегоне как байка, до 1990 года, когда писатель-юморист Дейв Барри в своей газетной колонке описал этот случай и заявил, что обладает кадрами видеосъёмки события; сами кадры видео стали доступны общественности много позже, когда были выложены кем-то в Интернет, став одним из самых популярных видеороликов в течение многих лет. На российском телевидении данная история впервые освещалась в передаче «Америка с Михаилом Таратутой».

## Спонтанный взрыв кита на Тайване в 2004 году
Другой, не менее известный взрыв произошёл 26 января 2004 года в городе Тайнань на Тайване, на этот раз — от естественной причины: накопление газа внутри разлагающегося кашалота привело к взрыву. Поначалу причина взрыва была загадочной, так как он неожиданно произошёл в позвоночнике кита. Позже было установлено, что кит был, вероятно, поражён большим судном, повредившим его позвоночник, что привело к его смерти. Кит умер после того, как выбросился на берег на юго-западном побережье Тайваня, и потребовалось три больших крана и 50 человек, работавших более 13 часов, чтобы перенести выброшенного на берег кашалота на кузов грузовика.
Тайваньские учёные желали доставить кита в научный центр, куда и направлялся грузовик с ним; улицы города были заполнены толпами зевак, пришедших посмотреть на необычное зрелище. Кит взорвался в кузове грузовика в тот момент, когда грузовик находился почти в самом центре города: огромное количество крови и внутренностей кита забрызгали здания, людей и автомобили на многие десятки метров вокруг. После этого уцелевшие останки кита (кости, некоторые органы), которые собирались в одно целое в течение года, были выставлены в одном из тайваньских музеев.

## Взрыв кашалота на Фарерских островах 2013-го года
26 ноября туша мертвого кашалота взорвалась, когда морской биолог попытался вскрыть её. Это произошло на одной из китобоен к северу от столицы Фарер — города Торсхавн. Кашалот был одним из трёх, которые оказались заблокированы в проливе между островами Стреймой и Эстурой. Одному животному удалось освободиться, а два других погибли. Их скелеты решено было сохранить для местного музея.

## Другие случаи
Менее известный взрыв кита от естественных причин произошёл в Британской Колумбии, Канада; несмотря на печальный опыт Орегона, в Южной Африке и западной части Австралии власти также взрывали выбросившихся на берег китов (как минимум в 2001 и 2010 годах), которые были ещё живы, однако эти случаи не приводили к трагикомическим последствиям и практически не освещались прессой.